# ماء السماء
ماء السَماء هي ماوية بنت جُشم وَقيل ماوية بنت ربيعة التغلبي، هي أميرة جاهلية وكانت ملكة العراق، ومن سلالتها ملوك المناذرة في الحيرة، وقد كانت في ذلك الوقت فخراً للعرب لما أنجبته من ملوك أحدهم هوَ المنذر بن امرئ القيس. زوجها هوَ امرؤ القيس بن النعمان.
لقبت بماء السماء؛ لأنها كانت غاية في الجَمال والجلال، حيثُ كان المناذرة يفتخرون بها ويقسمون بحياتها، وكانت مُكرمة عند الأكاسرة، حيثُ كانت نساء الأكاسرة الفارسيات يحضرنَ لها الهدايا الثمينة تقرباً مِنها.